# Монстры-воины
«Борцы с чудовищами» (англ. Monster Warriors) — канадский научно-фантастический телесериал компании «Coneybeare Stories» о команде из четырёх человек, которые уничтожают монстров, которых создает сумасшедший бывший кинорежиссер «Клаус Фон Штайнхауэр».
Сериал шел по телевидению с 2006 по 2008 год на канале YTV в Канаде, и на канале Jetix в Великобритании. Сериал был закончен роликом, который также шел на канале YTV в 2008 году.
В России первый сезон транслировался на канале «Jetix» по будням.

## Сюжет

### Первый сезон
Отряд следует за приключениями четырёх подростков, борющихся чтобы сохранить столицу от мстительного гнева безумного и раздражённого режиссёра. В кино который способен приводить его кинематографических монстров в чувство. Каждый видит, что подростки настраивают общие домашние объекты в полезное оружие чтобы бороться против чудовищных созданий.

### Второй сезон
Битва против монстров продолжается. Охотники будут работать в секретном бомбоубежище под домом Люка. Новые монстры будут полумашинами-полусуществами.

## Персонажи

### Основные персонажи
- Люк — лидер.
- Антонио — учёный.
- Тэбби — изобретатель.
- Ванка — спортсменка.
- Клаус Фон Штайнхауэр — создатель монстров.
- Миссис Гор — работник электростанции. В первом сезоне была врагом. Во втором сезоне уехала в школу стоматологии.
- Мэр Мел — мэр Кэпитал Сити, всегда верит в охотников.
- Генри — молодой мальчик, посылает сообщения из будущего.

### В ролях
| Актёр        | Роль    |
| ------------ | ------- |
| Джаред Кеесо | Люк     |
| Лара Эмерси  | Ванка   |
| Мэнди Бутчер | Тэбби   |
| Яни Геллман  | Антонио |

## Монстры
- Таинственные пришельцы — неизвестная инопланетная раса.
- Гигантские пауки — первые из монстров, появились в первом эпизоде.
- Гигантский кальмар или Кракен — огромный кальмар, разрушает гавань и появляется во втором эпизоде.
- Аллигаторы были найдены в канализации. Появились в третьем эпизоде.
- Гигантская 60-футовая пчела питалась электричеством столицы. Появилась в четвёртой серии.
- Армия скелетов — армия скелетов, пыталась отравить воду в городе.
- Тираннозавр Рекс — динозавр, который был найден в доме привидений.
- Птеродактиль — летающий ящер, был показан в обоих сезонах.
- Богомол — гигантское насекомое, было показано в обоих сезонах.
- Хищная виноградная лоза — лоза, которую позже убила гигантская улитка.
- Гигантская улитка — монстр, который был отправлен Клаусом на уничтожение лозы.
- Хищная бабочка — гигантская бабочка, может очаровывать жертвы своей красотой, для того, чтобы их было легче поймать.
- Гигантские тараканы были обнаружены в системе туннелей.
- Дракон — дракон, который поймал Ванку.
- Гигантская анаконда была найдена в Северном лесу.
- Ледяной монстр — 25-футовый (7,6 м) в высоту ледяной монстр.
- Лобстер был найден на пляже.
- Капля — монстр, заасасывает все. Засосал Ванку и мэра.
- Гигантский червь — червь, пожирал поезда.
- Робот, пожирающий металл был найден на свалке.
- Гигантские термиты был найден в пожарной станции, в подвале.
- Грязевой монстр был найден в заброшенном доме. Сделан из грязи.
- Пираньи-людоеды могут вылетать из воды.
- Гигантская божья коровка была уменьшена Тэбби.
- Гигантский морской огурец съел учителя Ванки.
- Гигантская лягушка — 25-футовая (7,6 м) в высоту лягушка.
- Вонючие жуки — одни из самых опасных монстров, своей вонью могут задушить врага.
- Гигантская механическая обезьяна — гигантская обезьяна, созданная для охоты на управляющего МакКеллан.
- Гигантская медуза была случайно создана Антонио.
- Бигфут был найден в Северном Лесу.
- Мега летучая мышь — гигантская летучая мышь с огромными бивнями, которые могут пронзать жервту.
- Гигантские пиявки — 50-фунтовые (15 м) в высоту пиявки.
- Живые монстры-статуи — статуи из парка города.
- Одноглазый тролль — тролль, подобные монстры сделаны из фигурок.
- Астрозавр — лавовый динозавр.
- Гигантское чудовище — гигантский робот.
- Муравьи
- Компьютерные жуки вышли из компьютерной системы.
- Гигантская мутировавшая крыса — монстр, поедающий бластер Люка.
- Гигантские пингвины
- Гномы были созданы случайно.

## Эпизоды

### Сезон 1
Эпизоды помеченные *, выходили на DVD.
| Номер эпизода | Название эпизода                            | Монстр                                           |
| ------------- | ------------------------------------------- | ------------------------------------------------ |
| 01*           | «The Giant Spider Invasion»                 | Гигантские пауки                                 |
| 02*           | «The Beast From Beneath the Sea»            | Кракен                                           |
| 03*           | «Gators»                                    | Семья аллигаторов                                |
| 04*           | «Buzz!»                                     | Гигантская пчела                                 |
| 05*           | «The Terror Underground»                    | Червь                                            |
| 06*           | «The Super Colossal Ice Monster»            | Ледяной монстр                                   |
| 07*           | «Dawn of the Dragon»                        | Дракон                                           |
| 08*           | «Anaconda Of The North Woods»               | Анаконда                                         |
| 09*           | «The Giant Lobster Invasion»                | Гигантский лобстер                               |
| 10*           | «Last Ride of the Skeleton Crew»            | Армия скелетов                                   |
| 11*           | «Attack of the Junk Monster»                | Гигантский радиоактивный пожирающий металл робот |
| 12*           | «Pterodactyl Terror»                        | Птеродактили                                     |
| 13*           | «Fall of the Haunted House of T-Rex»        | Тираннозавр Рекс                                 |
| 14*           | «Attack of the Giant Carnivorous Butterfly» | Хищная бабочка                                   |
| 15            | «Capital City vs. the Plant Thing»          | Лоза-убийца & Гигантская улитка                  |
| 16            | «Beware the Blob Thing»                     | Капля                                            |
| 17*           | «Alien Zombie from the Planet Zeenom»       | Пришелец зомби                                   |
| 18            | «Terror of the Giant Cockroaches»           | Тараканы                                         |
| 19*           | «Marauding Mantis»                          | Хищный богомол                                   |
| 20            | «Revenge of the Mud Maniac»                 | Гигантский грязевой монстр                       |
| 21            | «Termites»                                  | Термиты                                          |
| 22*           | «Day of the Piranha»                        | Хищные пираньи                                   |
| 23*           | «Attack of the Enormous Terrifying Ladybug» | Божья коровка                                    |
| 24*           | «Voyage to the Bottom of the Sea Cucumber»  | Гигантский морской огурец                        |
| 25*           | «Ribbit»                                    | Гигантские лягушки                               |
| 26*           | «Ribbit 2: Froggy’s Revenge»                | Армия гигантских лягушек                         |

### Сезон 2
| Номер эпизода | Название эпизода                   | Монстр                              |
| ------------- | ---------------------------------- | ----------------------------------- |
| 01            | «Attack of the Stinkbugs: Part I»  | Вонючие жуки                        |
| 02            | «Attack of the Stinkbugs: Part II» | Вонючие жуки                        |
| 03            | «Terror at the Drive-In»           | Гигантский богомол                  |
| 04            | «Alien Returns»                    | Пришелец зомби                      |
| 05            | «Monkey Machine: Part I»           | Механическая обезьяна               |
| 06            | «Monkey Machine: Part II»          | Механическая обезьяна               |
| 07            | «Beast from Below»                 | Гигантская медуза                   |
| 08            | «Megabatua»                        | Гигантские летучие мыши             |
| 09            | «Terror in the North Woods»        | Бигфут                              |
| 10            | «The Secrets of the Lost Canyon»   | Птеродактиль                        |
| 11            | «Attack of the Leaping Leeches»    | Пиявки                              |
| 12            | «Attack of the Monumonsters»       | Живые статуи                        |
| 13            | «Terror of the Troglothals»        | Одноглазый тролль-монстр            |
| 14            | «Astrosaurus vs. Gigantobeast»     | Лавовый динозавр и гигантский робот |
| 15            | «Invasion of the Computer Bugs»    | Компьютерные жуки                   |
| 16            | «Curse of the Lagoon Man»          | Легендарный человек из лагуны       |
| 17            | «Ratblaster»                       | Гигантские мутировавшие крысы       |
| 18            | «Return of the Icemonster»         | Ледяной монстр                      |
| 19            | «Penguins»                         | гигантские пингвины                 |
| 20            | «Gnomes for the Holiday»           | Гномы                               |
| 21            | «Trick or Treat»                   | Муравьи                             |
| 22            | «Attack of the Abominable Snowman» | Снежный человек                     |
| 23            | «Zaal: Kirubian Bird Of Prey»      | Мифическая птица                    |
| 24            | «The Skeleton Crew Rides Again»    | Армия скелетов                      |
| 25            | «UltiBeast: Part 1»                |                                     |
| 26            | «UltiBeast: Part 2»                |                                     |